# Nikolaus von Salerno

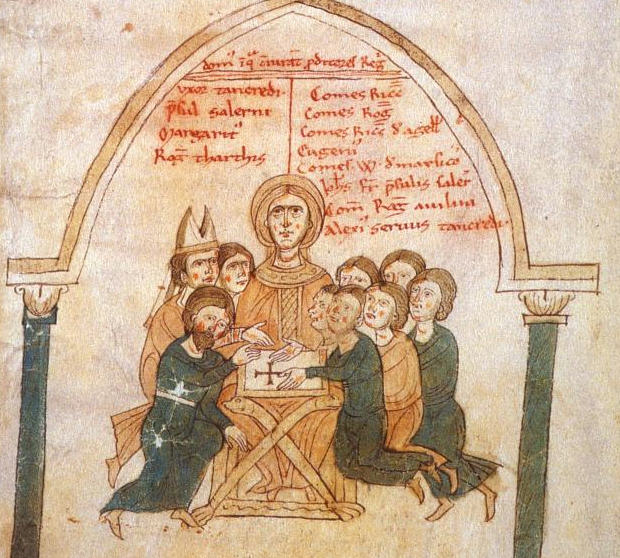
Die Verschwörer bei Petrus von Eboli. Nikolaus ist an der Mitra zu erkennen.

Nikolaus von Salerno (fälschlich oft auch Nikolaus von Aiello; † 10. Februar 1221 in Salerno) war Erzbischof von Salerno seit 1182 und Sohn des normannischen Vizekanzlers Matheus.

## Leben
Er war Nachfolger des Geschichtsschreibers Romuald im Amt des Erzbischofs von Salerno. Er gehörte zu den engen Beratern Tankreds und Wilhelms III. Er wurde der Beteiligung an einer Verschwörung gegen Heinrich VI. verdächtigt und nach Deutschland deportiert, konnte aber 1203 wieder in sein Bistum zurückkehren. Philipp von Schwaben hatte die sizilischen Gefangenen 1198 freigelassen. Der Erzbischof ist zunächst in der Umgebung des Papstes nachzuweisen, da Salerno noch in der Hand Markwards von Annweiler und Diepolds von Acerra war, mit dem 1206 Frieden geschlossen wurde. Diepolds Parteinahme für Otto IV. entzog Nikolaus sich durch Rückzug nach Olevano. 1215 hat er am Vierten Laterankonzil teilgenommen. Die Aussöhnung mit Friedrich II. erfolgte 1220, die Ernennung zum Justitiar auf dem Kirchengut von Salerno wurde jedoch 1221 nicht bestätigt.
Nikolaus wurde in der Kathedrale von Salerno beigesetzt, die er wahrscheinlich mit einer prunkvollen Kanzel hatte ausstatten lassen.
Erst 1226 konnte der Amalfitaner Cesarius de Anglo, den Honorius III. 1225 von Famagusta nach Salerno transferiert hatte, die Nachfolge in Salerno antreten, da Kaiser Friedrich zunächst seine Zustimmung verweigerte.